# Achnacarry

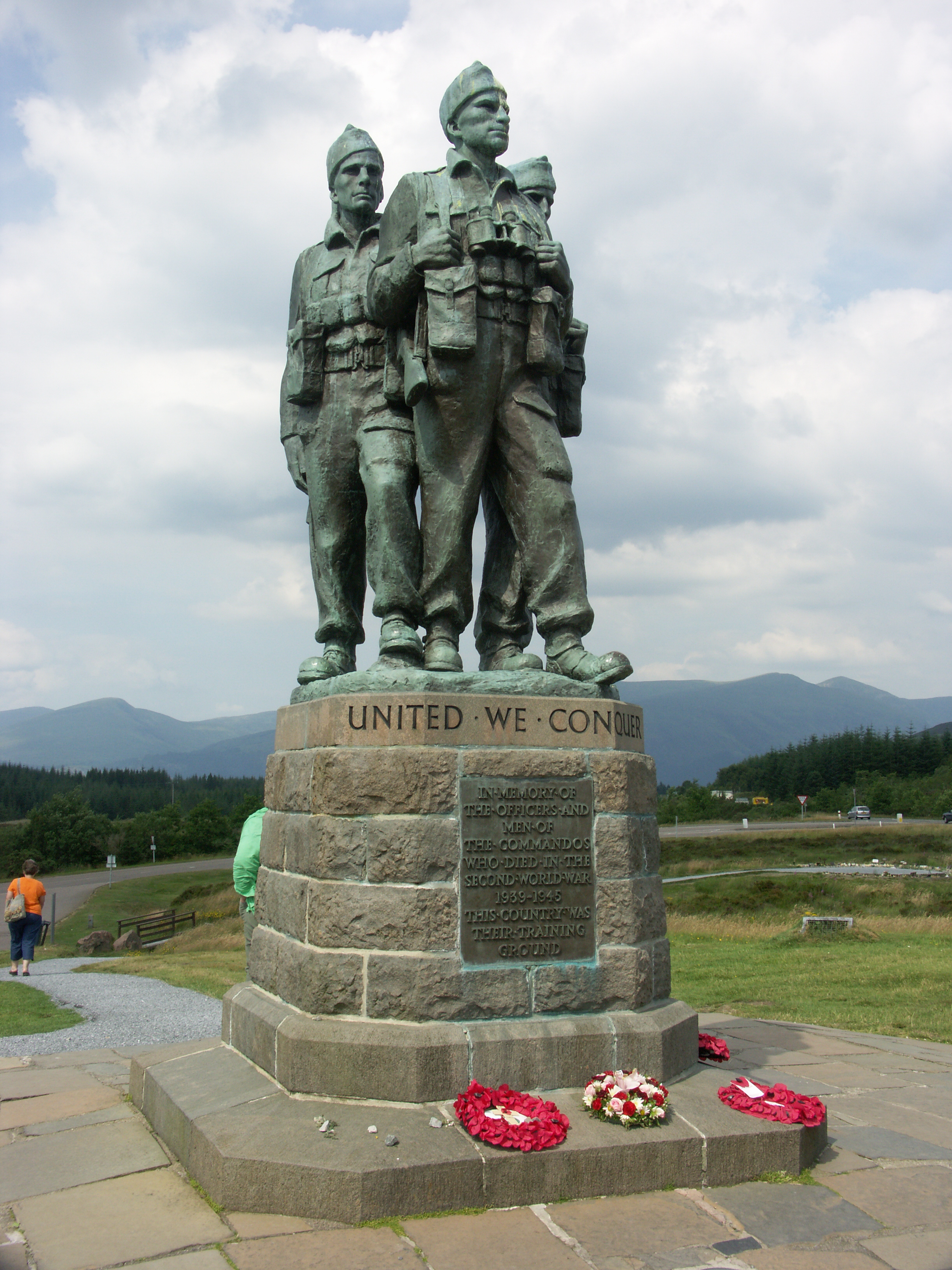
Monument voor de commando's

Achnacarry (Schots-Gaelisch: Achadh na Cairidh) is een gehucht, landgoed en kasteel in het gebied Lochaber in de Schotse Hooglanden, ongeveer 23 kilometer van Fort William niet ver van het dorp Spean Bridge.
De naam Achnacarry is afkomstig van de Gaelische woorden veld (achadh) van de (na) visval/waterkering (caraidh). Achnacarry ligt op een landengte tussen Loch Lochy aan het oosten, en Loch Arkaig aan het westen, aan de rivier Arkaig tussen deze twee meren. 

## Achnacarry kasteel
De Clan Cameron bezat al van in 1665 huizen in Alchnacarry waaronder een kasteel Het huidige kasteel dateert uit 1802 en is gebouwd in Schotse Barionale stijl. Het kasteel zelf is niet open voor het publiek.
Een halve km van het kasteel bevindt zich Clan Cameron Museum.

## Commando Castle
Op de ruïnes van het oude kasteel hebben de geallieerden een bouwwerk opgericht, dat dienstdeed als depot voor de training van commando's van 1942-1945 voor Britse, Nederlandse, Belgische, Poolse, Noorse, Franse, Tsjechische en Amerikaanse strijdkrachten.